# Louis Ordonneau
Pour l’article homonyme, voir Maurice Ordonneau.
Louis Ordonneau, né le 23 juillet 1770 à Saint-Maurice en Charente-Maritime et mort le 29 septembre 1855 à Autouillet, dans les Yvelines, où il est enterré, est un général français de la Révolution et de l'Empire.

## Biographie

### Du grenadier au chef d'escadron
Il appartient à une famille de cultivateurs de la Saintonge. Il exerce la profession de commis-marchand lorsqu'il entre le 14 juillet 1789 dans la Garde nationale de Bordeaux, d’où il est congédié le 6 septembre 1791. Il vient alors à Paris et reprend du service comme grenadier dans le 1er bataillon de la Butte des Moulins le 5 septembre 1792. Il passe ensuite dans les chasseurs à pied de Mormal le 29 octobre, où il est nommé sergent-major le 11 novembre suivant. Le 16, ce bataillon forme le 4e bataillon franc qui est incorporé plus tard dans la 32e demi-brigade d’infanterie légère de première formation.
De 1792 à l’an IX, Ordonneau fait toutes les campagnes de la Révolution aux armées du Nord, de Sambre-et-Meuse, des côtes de Brest et de Cherbourg, des Alpes, d’Italie, de Naples et gallo-batave. Il est élu sous-lieutenant le 7 février 1793, puis devient lieutenant à l’ancienneté le 22 vendémiaire an II. Le 1er nivôse suivant, il est affecté en qualité d’aide de camp auprès du général Duhesme. Le 2 prairial an II, devant Prischy, Ordonneau traverse l’armée ennemie pour aller porter un ordre ; son escorte est tuée ou prise, mais il parvient à regagner les lignes françaises pour venir rendre compte de sa mission. Le 12, devant Landrecies, il est blessé d’un coup de biscaïen à la jambe droite. Le 10 messidor suivant, à l’affaire de Braine-le-Comte, il reçoit un coup de feu à la tête et a son cheval tué sous lui. Dans la nuit du 9 au 10 brumaire an III, à la tête d’un escadron du 3e régiment de chasseurs à cheval, il reprend sur ses adversaires une batterie de canons devant le fort Saint-Pierre, fait 90 prisonniers et a encore un cheval tué sous lui par cinq coups de feu.
Capitaine le 25 frimaire an IV, il est nommé chef d’escadron le 27 pluviôse de la même année sur la demande du général Championnet. À l’attaque d’Andria le 3 germinal suivant, il monte à l’assaut en tête de la colonne du centre. Le 7 brumaire an VIII, lors de l’attaque du général Duhesme sur le camp retranché de Bussolin, près de Suze, le commandant Ordonneau tourne la position par le sommet des montagnes avec les grenadiers des 25e, 26e et 107e demi-brigades. Il arrive sur les arrières des Autrichiens et détermine le succès de la journée et la déroute d’une colonne de 4 000 soldats, après avoir fait prisonniers 400 hommes dans une redoute. Au combat de Neukirchen, le 20 décembre 1800, il rend d'importants services. La division Duhesme, alors peu nombreuse, tient en avant de ce bourg une position où elle combat avec opiniâtreté depuis quatre ou cinq jours. Le général autrichien Klenau, qui a éprouvé un échec à Nuremberg, se contente de laisser quelques troupes devant la division du général Barbou et joint la majeure partie de ses forces à celles qui se trouvent en présence de la division Duhesme. Une colonne de 5 000 hommes est alors détachée pour tourner cette division, tandis que le corps principal doit l’attaquer de front. Le peu de cavalerie dont dispose le général Duhesme ne lui permet pas de s’éclairer au loin, de sorte que la colonne ennemie qui file en silence sur ses derrières parvient à occuper d’Etzel et intercepte les communications avec Fortheim. À ce moment le chef d'escadron Ordonneau, avec 150 hommes de la 29e légère, se porte à la rencontre de cette colonne. Ce mouvement déconcerte les Autrichiens et les force à rebrousser chemin pendant une demi-heure. Cette attaque donne le temps au général Duhesme de faire ses dispositions et de se retirer en bon ordre. De fait, la division française, forte seulement de 3 500 hommes, échappe à la destruction face un corps ennemi de 14 à 15 000 hommes.

### Général de l'Empire
Par arrêté du 29 prairial an X, le Premier consul décerne un sabre d’honneur au commandant Ordonneau. Employé dans la 19e division militaire de l’an X à l’an XII, il est classé comme membre de droit dans la 12e cohorte de la Légion d’honneur et en est nommé officier le 25 prairial an XII. L’Empereur le désigne en outre pour faire partie du collège électoral du département de Saône-et-Loire. De l’an XIV à 1807, il sert en Italie et est nommé au grade d’adjudant-commandant le 23 août de la même année. Employé à l’armée de Catalogne de 1808 à 1813, il s’y distingue encore au siège de Tarragone et aux affaires du col d'Ordal et de Villafranca. Promu au grade de général de brigade le 28 juin 1813 et maintenu à l’armée de Catalogne par décision du 1er septembre de la même année, il attaque et disperse les corps de Manso et de Calatrava près de San Estevan. Rappelé en France en 1814, il prend le commandement d’une des brigades de la division Musnier à l’armée de Lyon lors de la bataille de Limonest. Le 19 février, à la prise de Bourg-en-Bresse, il est blessé d’un coup de feu à la jambe droite et reçoit une forte contusion à l’épaule droite le 11 mars suivant devant Mâcon.

### Au service du roi
Après l’abdication de l’Empereur, le général Ordonneau est fait chevalier de l’ordre royal et militaire de Saint-Louis le 29 juillet 1814, avant d'être nommé commandant supérieur de l’île de Ré le 31 août suivant. Louis XVIII lui accorde des lettres de noblesse et le titre de baron au mois de janvier 1815 ; le 14 février suivant, il le fait commandeur de la Légion d'honneur. Ordonneau, qui a conservé son commandement pendant les Cent-Jours, est mis en disponibilité le 29 octobre 1817. Toutefois, il est bientôt rappelé à l’activité et employé comme commandant de la 1re subdivision de la 19e division militaire. Il est promu au grade de grand officier de la Légion d'honneur le 1er mai 1821.

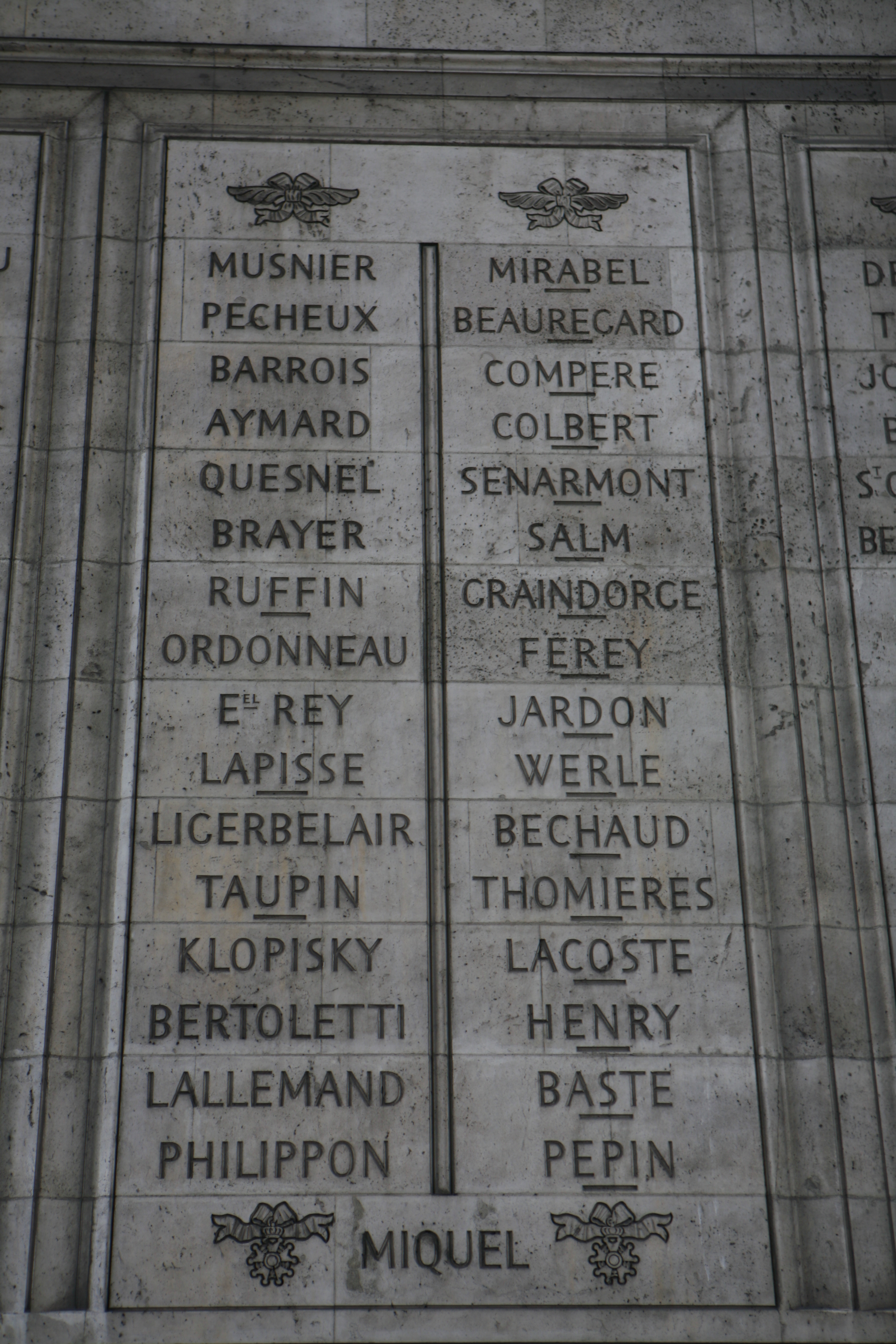
Noms gravés sous l'arc de triomphe de l'Étoile : pilier Ouest, 37e et.

Commandant de la 3e brigade de la 3e division du 2e corps de l’armée des Pyrénées, il fait la campagne d'Espagne (1823), est nommé lieutenant-général le 3 octobre et reçoit la plaque de 4e classe de l’ordre de Saint-Ferdinand d'Espagne le 22 novembre de la même année. Nommé commandeur de Saint-Louis le 29 octobre 1826, il commande en 1828 une division au camp de Saint-Omer et est mis en disponibilité en 1829. En 1835, le baron Ordonneau est placé dans le cadre de vétérance des officiers généraux.